# Kreisgericht Leobschütz
Das Kreisgericht Leobschütz war ein preußisches Kreisgericht in der damaligen preußischen Provinz Schlesien mit Sitz in Leobschütz.

## Geschichte
1849 wurden in Preußen einheitlich Kreisgerichte geschaffen. Hierbei wurde die Patrimonialgerichtsbarkeit abgeschafft und die Patrimonialgerichte aufgehoben. Dies betraf unter anderem das Fürstlich von Lichtensteinsche Land- und Stadtgericht Leobschütz, das Justizamt Leobschütz und das Patrimonialgericht Leobschütz der Güter des deutschen Ordens. Es entstand nun das Königliche Kreisgericht Leobschütz. Es umfasste den Kreis Leobschütz. Zuständiges Appellationsgericht war das Appellationsgericht Ratibor.
Gerichtskommissionen, also Zweigstellen des Gerichtes mit weniger als drei Richtern, wurden in Bauerwitz und Katscher eingerichtet.
Am Gericht waren 1870 ein Direktor und 11 Kreisrichter eingesetzt. Die Zahl der Gerichtseingesessenen betrug 81.382. Für Schwurgerichtssachen war das Kreisgericht Ratibor zuständig. In Tropplowitz wurden Gerichtstage gehalten.
Im Rahmen der Reichsjustizgesetze wurde das Gerichtswesen in Deutschland 1879 vereinheitlicht. Damit wurde das Kreisgericht Leobschütz aufgehoben und das königlich preußische Amtsgericht Leobschütz mit Wirkung zum 1. Oktober 1879 als eines von neun Amtsgerichten im Bezirk des Landgerichtes Ratibor als Nachfolger gebildet. Auch die Gerichtskommissionen wurden 1879 in Amtsgerichte umgewandelt (Amtsgericht Bauerwitz und Amtsgericht Katscher).